# Azeglio Vicini
Azeglio Vicini (* 20. März 1933 in Cesena; † 30. Januar 2018 in Brescia) war ein italienischer Fußballspieler und -trainer.
Er war während der Fußball-Europameisterschaft 1988 und der Fußball-Weltmeisterschaft 1990 Teamchef der italienischen Nationalmannschaft.

## Karriere
Vicini war das jüngste von insgesamt fünf Kindern einer ärmeren Familie in Cesena. Neben seinem Studium arbeitete er als Zimmermaler. Ab 1952 spielte er für die AC Cesena und ab 1958 für Sampdoria Genua, wo er vom offensiven Mittelfeldspieler zum Defensivspieler umpositioniert wurde. Im Jahr 1965 wechselte er nach Brescia in die Serie B. Zwei Jahre später übernahm er den Verein als Trainer. 1969 wechselte er zum Verband und wurde 1975 Trainer der italienischen U-23, die ab 1977 als U-21-Nationalmannschaft auftrat. Im Jahr 1986 wurde Vicini mit ihr Vize-Europameister.
Im August 1986, nach der Fußball-Weltmeisterschaft 1986, übernahm Azeglio Vicini als Nachfolger von Enzo Bearzot die italienische A-Nationalmannschaft. Sein erstes Länderspiel als Teamchef fand am 8. Oktober 1986 gegen Griechenland (2:0) statt. Mit der italienischen Mannschaft schied Vicini bei der Fußball-Europameisterschaft 1988 in Deutschland gegen die UdSSR im Halbfinale aus. Bei der WM 1990 im eigenen Land konnte er mit seinem Team den dritten Platz erreichen. 1991 trat Vicini nach dem Scheitern Italiens an der Qualifikation für die Europameisterschaft in Schweden zurück. Sein Nachfolger wurde Arrigo Sacchi. In der Saison 1992/93 trainierte er für kurze Zeit die AC Cesena in der Serie B und 1993/94 Udinese Calcio in der Serie A, bevor er später den Vorsitz des italienischen Trainerverbandes übernahm.

## Erfolge
- U-21-Vize-Europameister: 1986
- Europameisterschafts-Dritter: 1988
- Weltmeisterschafts-Dritter: 1990